# Sabina Higgins
Sabina Mary Higgins  (de soltera Coyne; nacida en 1941 o 1942) es una actriz irlandesa, activista política y esposa del actual presidente de Irlanda, Michael D. Higgins.

## Vida
Sabina Coyne creció en una pequeña granja en Cloonrane, Milltown, cerca de la frontera entre Galway y Mayo. Asistió a la escuela nacional en Ballindine, condado de Mayo. Su madre contaba historias de Charles Dickens mientras ordeñaba las vacas, lo que influyó en su decisión posterior de dedicarse a la actuación, en la que se formó con el Sistema Stanislavski. Fue dama de honor en la boda del cantante Luke Kelly con Deirdre O'Connell.

## Carrera
En 1966, interpretó el papel de Julia Grenan en Insurrection.
Los amigos han hablado de su afecto por el presidente y señalaron que ella «siempre ha estado haciendo campaña con él y tiene presencia pública». The Irish Times dijo que ella fue «una presencia de fondo sutil, cuidadosa y esencial durante la campaña presidencial». En 2010, antes de que Higgins recibiera la nominación presidencial, la pareja dio una entrevista de radio en la que Higgins dijo que ella era «su roca». La presentadora Miriam O'Callaghan dijo que se tomaron de la mano todo el tiempo.
Expresó públicamente su oposición a la Guerra de Irak. En enero del 2014, visitó a la activista contra la guerra encarcelada Margaretta D'Arcy en la prisión de Limerick.
Durante el centenario del Levantamiento de Pascua, pronunció un discurso clave en el cementerio de Glasnevin junto a la tumba de Constance Markievicz. En él, advirtió a los irlandeses contra los «imperios de la codicia» y «una nueva forma de capitalismo [que es] aún más poderosa, menos visible y menos responsable» que la de 1916.
El 27 de julio del 2022, se publicó una carta de Higgins a la oficina editorial de The Irish Times, en la que pedía a Ucrania que "acordara un alto el fuego y negociaciones" con la Federación Rusa durante la invasión rusa de Ucrania en el 2022. En él, expresó su indignación por el editorial de la publicación, que dijo que "no alentaba ninguna negociación antes de un alto el fuego que pudiera conducir a un arreglo pacífico entre las fuerzas rusas, ucranianas y separatistas". Después de que la carta recibiera críticas, Higgins defendió sus comentarios y afirmó que "condenaba enérgicamente la invasión rusa ilegal de Ucrania".

## Vida personal
Conoció a Michael D. Higgins en 1969 en una fiesta en la casa familiar de la periodista Mary Kenny. Le propuso matrimonio en la Navidad de 1973 y se casaron al año siguiente. Tienen cuatro hijos: Alice-Mary, los mellizos John y Michael Jr. y Daniel.